# Skorpa (Kristiansund)
Skorpa ist eine kleine Insel in der Kommune Kristiansund in der norwegischen Fylke (Provinz) Møre og Romsdal. Sie liegt unmittelbar ostnordöstlich von Kristiansund im Europäischen Nordmeer und ist mit etwa 1,5 km Länge und bis zu 450 m Breite rund 0,7 km2 groß. Nur 0,06 km2 an ihrem Südwestende sind bebaut.

## Lage und Verkehr
Von der Stadt Kristiansund auf der Hauptinsel ist sie nur durch die kleine, etwa 60 ha große Insel Meløya und zwei etwa 15 m breite Sunde getrennt, die im Verlauf der Skorpaveien (Skorpastraße) von Brücken überquert werden.

## Landschaft
Skorpa hat eine bisher weitgehend naturbelassene Landschaft mit einigen kleinen Hügeln und kleinen Waldgebieten, ist in weiten Teilen sumpfig und beherbergt eine reichhaltige Tierwelt. In einer kleinen Bucht am Nordufer befindet sich ein natürliches Felsenbecken, in das bei Flut Meerwasser eingespült wird; dies ist im Sommer ein beliebter Badeplatz, da sich das aufgestaute Wasser in der Sonne zu angenehmen Temperaturen erwärmt. Nahezu entlang der gesamten Nordwestküste zum Atlantik hin vorgelagert sind eine Anzahl von Schären und Felsen.
Im Jahre 2008 begannen jedoch intensive Planungen hinsichtlich einer Wohnbebauung der landseitigen Küstenzone entlang des Nordsunds. Zwar stießen diese zunächst weitgehende Ablehnung in der Bevölkerung, die die Insel als Freizeit- und Erholungsgebiet erhalten sehen wollte, aber nach einem langen Prozess wurde 2012 doch grünes Licht zum Bau von insgesamt 370 neuen Wohnungen in sechs voneinander getrennten Siedlungen auf der Insel gegeben.

## Wirtschaft
In früheren Zeiten wurden drei Bereiche der Insel landwirtschaftlich genutzt, aber der letzte Bauernhof wurde gegen Ende der 1980er Jahre aufgegeben. Früher gab es auch eine Nerzfarm auf der Insel. Am Visnenskai (Visnensbrygga) bestand bis zu ihrer Zerstörung durch einen Brand im Jahre 1997 eine große Klippfisch-Trocknerei, die seitdem in Privatwohnungen umgewandelt wurde.

## Archäologie
Momentan finden auf der Insel Grabungen nach Überresten menschlicher Anwesenheit während der Mittelsteinzeit statt.